# Предраг Филипов
Предраг Филипов (Зрењанин, 7. јануар 1956) је српски лекар, специјалиста интерне медицине, политичар и дипломата. Био је члан Демократске странке. Бивши је амбасадор Југославије, односно Србије и Црне Горе у Јапану и амбасадор Србије у Словенији.

## Биографија
Предраг Филипов је рођен 7. јануара 1956. године у Зрењанину. Основну школу „Ђура Даничић“, гимназију „Јован Јовановић Змај“ и Медицински факултет завршио је у Новом Саду где је дипломирао 1982. године. Након обавезног лекарског стажа, 1984. године положио је стручни испит за лекаре. Исте године уписао је и последипломске студије и отишао на одслужење војног рока, где завршава Школу резервних официра санитетске службе на Војномедицинској академији у Београду. 1985. године запошљава се у Служби за хематологију и хемостазу Завода за патолошку физиологију Медицинског факултета у Новом Саду. Наредне године започиње специјализацију из интерне медицине, а 1990. године постаје магистар медицинских наука. Специјалистички испит из интерне медицине положио је 1992. године. Докторске студије на Медицинском факултету у Новом Саду уписао је 2008. године, а докторску дисертацију одбранио је 2017. године. Запослен је у Клиничком центру Војводине у Новом Саду, на Одељењу за тромбозу и хемостазу Центра за лабораторијску медицину.

## Политички ангажман
Члан Демократске странке од 1992. године. Од марта 1993. до марта 1997. године био је председник Градског одбора ДС Нови Сад. Од септембра 1997. до краја 1999. године био је председник Покрајинског одбора ДС за Војводину, а од фебруара 2000. до октобра 2001. године потпредседник Демократске странке. Обављајући дужност председника Градског одбора ДС у Новом Саду, у раду и страначком наступу унео је систематичност, придржавање усвојеним плановима политичког деловања, а одржавањем сталне комуникације са чланством и оснивањем мреже месних страначких одбора стабилизовао је организацију странке. Увео је одржавање редовних конференција за штампу о локалним темама, а оснивањем ресорних одбора са идејом деловања по принципима „владе у сенци“ спровео залагање за припрему и одабир страначких кадрова за вршење функција у структури власти на основу стручности. Зачетник је спровођења акције од врата до врата („door to door“) стратешких предизборних кампања, осмишљених на основу анализа изборних резултата и истраживања расположења јавног мњења. Уз бројчано повећање чланства странке, организовао је едукацију чланова изборних комисија за контролу избора на градском, покрајинском и републичком нивоу. Кроз редовно планирање наступа одборничке групе у Скупштини града заступани су интереси грађана Новог Сада и вршена промоција политичких ставова Грaдског одбора ДС.
Био је један од носилаца идеје оснивања и организације ПО ДС Војводине. Као председник покрајинског одбора, допринео је финализацији стварања страначке организације у свих 45 војвођанских општина и активно креирао политику ДС јавним наступима и координацијом рада посланичке групе ДС у Скупштини Војводине. Један је од идејних аутора предизборне декларације ДС „Војводина после промена“ која је усвојена на Конвенцији ДС за Војводину 19. фебруара 2000. године у Новом Саду и на Скупштини ДС у Београду, 27. фебруара 2000. године. У поменутом периоду три пута је изабран за одборника Скупштине Града Новог Сада (1992, 1996. и 2000. године). Од 1996. до 1999. године био је потпредседник Скупштине Града Новог Сада (задужен за друштвене делатности, социјална питања, здравство, школство и образовање), а од јуна 1999. до октобра 2000. године председник Извршног одбора Скупштине Града Новог Сада. Као одборник Скупштине града био је члан или председник Комисије за кадровска, административна и мандатно-имунитетна питања, Комисије за обележавање празника, доделу признања и међуградску сарадњу у земљи и иностранству, Управног одбора Дома здравља „Нови Сад“, Управног одбора Јавног предузећа (ЈП) „Спортски и пословни центар Војводина“ Нови Сад и Управног одбора ЈП Завод за изградњу града Нови Сад, а такође и члан Савета Месних заједница на територији изборних јединица на којима је биран за одборника. Два пута (1996. и 2000. године) је изабран за посланика Већа грађана Савезне скупштине СР Југославије, где је био члан Одбора за спољњу политику. За посланика у Скупштини Аутономне покрајине Војводине изабран је 2000. године. Од октобра 2000. до јануара 2001. године обављао је функцију Секретара за здравство и социјалну политику Извршног већа АП Војводине, а потом до краја 2001. године функцију потпредседника Скупштине АП Војводине.

## Дипломатска каријера
За амбасадора Савезне Републике Југославије у Јапану именован је новембра 2001. године, а функцију је обављао до јуна 2006. године. У овом раздобљу остварен је значајан напредак у укупним билатералним односима између Србије и Јапана и обновљено деловање Почасног генералног конзулата Републике Србије у Осаки чија надлежност обухвата префектуре Кансаи региона. Истовремено Јапан је поред упућивања значајне бесповратне помоћи започео и пласман директних инвестиција у Републику Србију. За изузетан допринос у успостављању и унапређењу билатералних и пријатељских односа са Јапаном 2019. године одликован је Оредном Излазећег сунца са златном и сребрном звездом. Амбасадор Републике Србије у Републици Словенији био је од краја 2007. до априла 2011. године. Период карактерише унапређење и јачање свеукупне билатералне сарадње и решавање најкрупнијих отворених питања која су оптерећивала односе две земље, а 2010. године потписан је и Споразум о социјалном осигурању. Напредак економских односа и трговинске размене пратила је реализација значајних пројеката који су допринели континуитету раста укупних словеначких инвестиционих активности у Србији.

## Приватни живот
Ожењен је и отац једног детета. Говори енглески језик.

## Одликовања
- Орден Излазећег Сунца, II степена (Царевина Јапан).[3]